# Finnország gazdasága
Finnország gazdasága iparilag fejlett, legnagyobbrészt a szabad piac elvei szerint működik. Az egy főre eső bruttó hazai termék (GDP) majdnem annyi, mint Ausztriában és Hollandiában, és kevéssel meghaladja Németország és Belgium szintjét. A Világgazdasági Fórum 2015–2016-os felmérése szerint a világ 8. legversenyképesebb országa.

## Története
Mivel földrajzilag távolabb esik Közép-Európától, mint a többi skandináv ország, Finnország iparosítása ezekhez képest később következett be, leszámítva a papírgyártást, ami részben kiváltotta a fűrészáru exportját a 19. század vége felé. Szegény országként azonban ki volt téve az olyan gazdasági válságoknak, mint az 1867–1868-as nagy éhínség, amikor a lakosság mintegy 15%-a elpusztult. A 20. század elején az egy főre jutó bruttó hazai termék (GDP) mintegy fele volt az akkor világelső Egyesült Királyságének illetve Egyesült Államokénak. Az 1930-as évekig Finnország elsődlegesen agrárország volt, és még az 1950-es években is a lakosság mintegy fele az elsődleges szektorban dolgozott, ami a gazdaság teljesítményének 40%-át adta.
A második világháború után, miközben más országok, például az Egyesült Királyság és Franciaország államosításba kezdtek, Finnország ezt elkerülte. Miután sikertelenül próbálkozott a protekcionizmussal, 1973-ban szabadkereskedelmi megállapodást kötött ez Európai Közösséggel, ezzel versenyképesebbé tette piacait. Az állam és a cégek pragmatikusan együttműködtek a hitel- és befektetési ügyekben. A betéti kamatok a világ legmagasabbjai közé tartoztak, egészen az 1980-as évek végéig 8% körül alakultak.
Az 1970-es évek elején Finnország utolérte Japánt és az Egyesült Királyságot az egy főre jutó bruttó hazai termék (GDP) tekintetében. A gazdaság fejlődése több hasonló vonást mutatott az exportorientált ázsiai országokéval. A Paasikivi–Kekkonen doktrína lehetővé tette az országnak, hogy mind a nyugati országokkal, mind a KGST tagjaival kereskedjen. Jelentős kétoldalú kereskedelmi kapcsolatot folytatott a Szovjetunióval, de ez nem jelentett függőséget.
Az 1980-as évek vége felé Finnország, a többi skandináv államhoz hasonlóan liberalizálta a gazdasági szabályozórendszerét.
1991-ben a finn gazdaság recesszióba került. Ezt több tényező együttesen okozta: a gazdagság túlpörgése (főleg a hitelintézeti törvény 1986-os módosításának eredményeképpen, ami sokkal hozzáférhetőbbé tette a hiteleket), nyomott piaci helyzet mind belföldön, mind pedig a kulcsfontosságú partnereknél, különösen Svédországban és a Szovjetunióban, lassú növekedés más kereskedelmi partnerekkel, és a szovjet kétoldalú kereskedelem eltűnése. A tőzsdei és ingatlanpiaci árak 50%-kal estek. Az 1980-as évek növekedése adósságon alapult, és amikor elérkezett a törlesztés ideje, a GDP 13%-kal csökkent, és a gyakorlatilag teljes foglalkoztatottság a munkaerő egy ötödére esett vissza. A válságot súlyosbította a szakszervezetek kezdeti ellenállása mindenféle reformmal szemben. A politikusok küzdöttek a kiadások csökkentéséért, de az államadósság megduplázódott, és elérte a GDP 60%-át. Mintegy 10 milliárd eurót fordítottak a bankok konszolidációjára. 1993-ra a válság lecsendesedett.
Finnország 1995-ben lépett be az Európai Unióba. A jegybank inflációs célkövetésre kapott felhatalmazást egészen az euróövezethez való csatlakozásig. Azóta a növekedési ráta egyike a legnagyobbaknak az OECD-országok közül.
Finnország egyike volt annak a tizenegy országnak, amely bevezette az eurót 1999. január 1-jén. A finn márkát 2002. év elején vonták ki a forgalomból.

## Természeti erőforrások
Finnországban számos ásványi kincs van, de több nagy bányát bezártak, és most a nyersanyagokat többnyire importálják. Ezért a fémfeldolgozó cégek a magas hozzáadott érték előállításában érdekeltek. Exportált nyersanyagok: acél, réz, króm, cink és nikkel; exportált késztermékek: acél tetőfedő anyagok és burkolatok, hegesztett acélcsövek, rézcső és bevont lemezek. Az Outokumpu a rézgyártás és a rozsdamentes acél gyorsolvasztási folyamatának kifejlesztéséről ismert.

## Ágazatok

### Ipar
Az 1990-es évek óta a finn ipart, ami előtte az ország hatalmas erdőségein alapult, egyre inkább az elektronika és szolgáltatások dominálják. A gyártást számos esetben más országokba szervezték ki, és a helyi ipar egyre nagyobb mértékben a kutatás-fejlesztésre és a csúcstechnológiát használó elektronikára teszi a hangsúlyt.
A finnországi elektronikai ipart a K&F költségek nagy aránya jellemzi, és a piac liberalizációja erősen felgyorsította. A villamosmérnöki tevékenység már a 19. században elkezdődött, amikor Gottfried Strömberg generátorokat és villanymotorokat készített; gyára most az ABB csoport része. Más finn cégek – például az Instru, Vaisala and Neles (a Metso része) - olyan területeken az ipari automatizáció, orvosi és meteorológia technika értek el sikert. A Nokia egy időben világelső volt a mobil telekommunikációban.

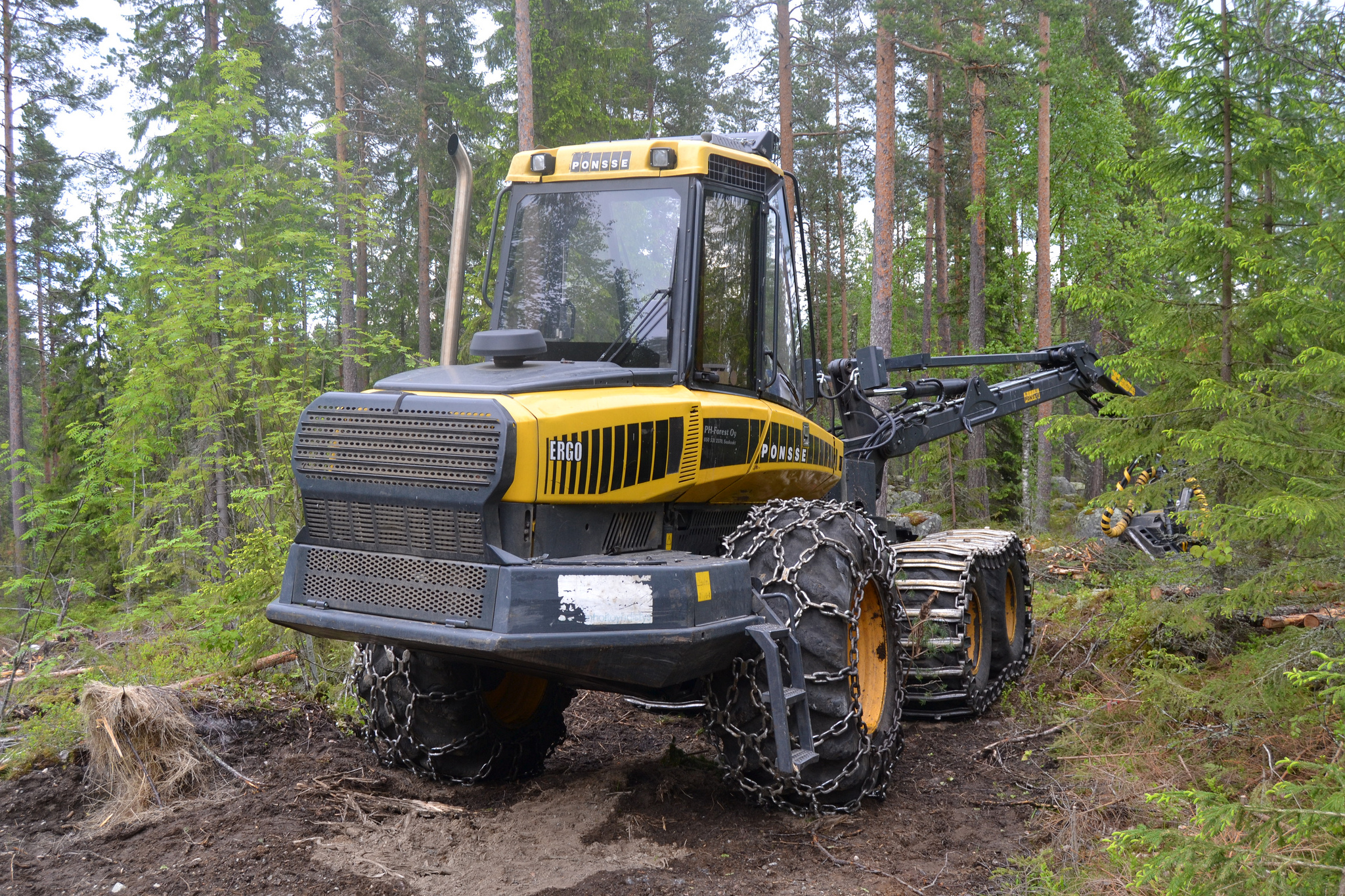
Ponsse fakitermelő gép

A finn járműipart főleg a mezőgazdasági vontatók (Valtra), erdészeti gépek (Ponsse), katonai járművek (Sisu, Patria), tehergépkocsik (Sisu Auto), autóbuszok gyártása képviseli, illetve a Valmet Automotive, amely a Fisker számára elektromos autókat gyárt. Szintén fontos a hajóépítés: a világ legnagyobb tengerjáró hajói Finnországban épülnek, és a finn Wärtsilä gyártja a világ legnagyobb dízelmotorjait. Ezeken felül Finnországban vasúti gördülőállományt is gyártanak.
A vegyipar a legnagyobb ágazatok közé tartozik Finnországban. Számos terméket állít elő a többi ipari ágazat számára, ezen felül gyártanak műanyagot, vegyszereket, festékeket, kőolajszármazékokat, gyógyszereket, környezetvédelmi termékeket, biotechnológiai termékekek. Az évezre elején a biotechnológiát tekintették a legígéretesebb csúcstechnológiai ágazatnak Finnországban. 2006-ban még mindig ígéretesnek tartották, de egyelőre nem lett belőle "az új Nokia".
Az 1970-es években a cellulóz- és papíripar eredményezte az export 50%-át. Noha ez az arány csökkent, a cellulóz és papírgyártás még mindig fontos iparág, amelyet országszerte 52 telephelyen űznek. Ezen kívül számos ilyen profilú nemzetközi cégnek Finnországban van a székhelye. Az iparág árbevétel szerinti rangsorában az UPM és a Stora Enso világszinten az hatodik illetve a hetedik helyen álltak 2015-ben.
Az ipar, beleértve az energiaellátást, szennyvíztisztítást és hulladékkezelést 2016-ban 356 000 embernek adott munkát.

### Mezőgazdaság

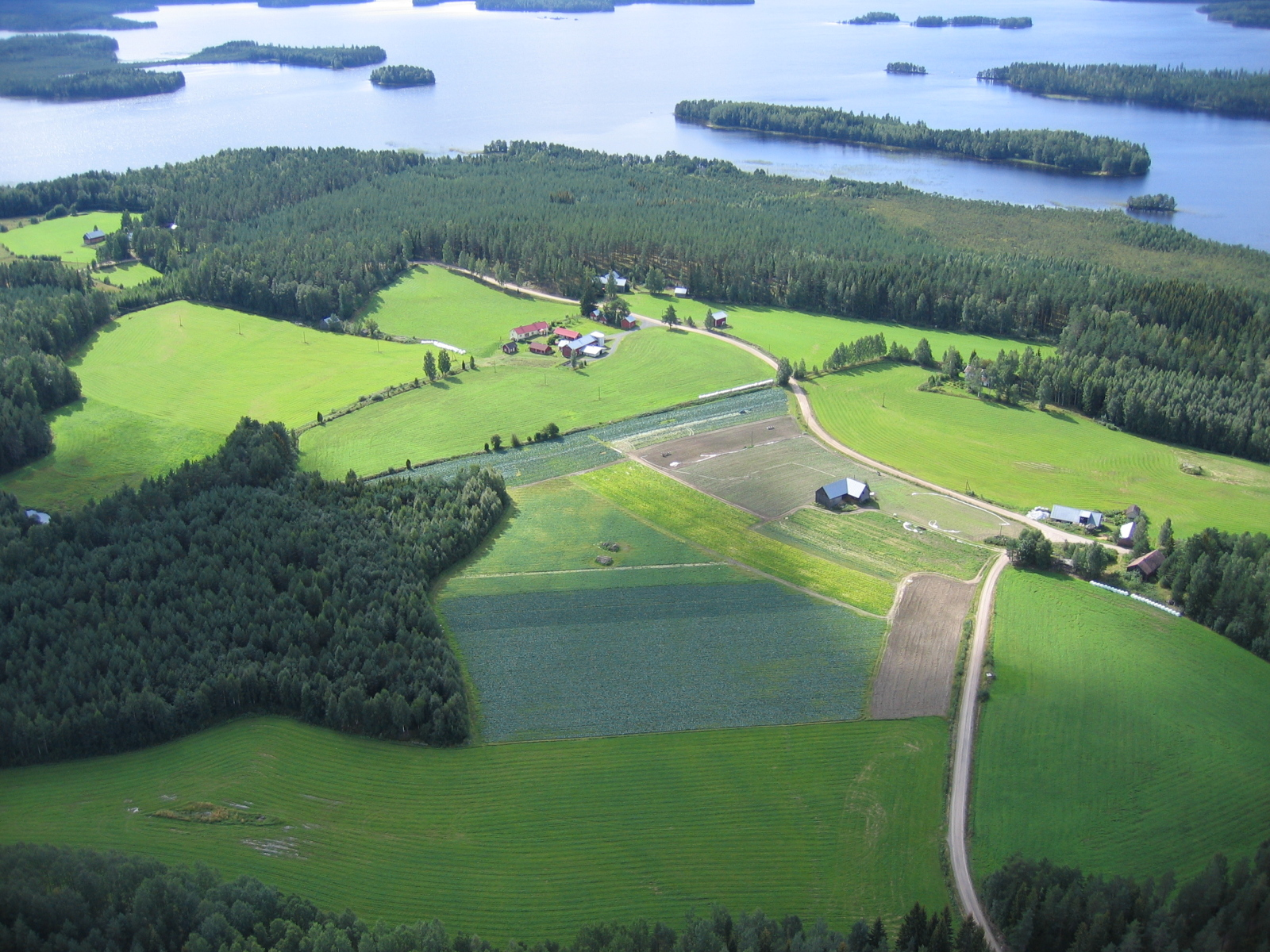
Farm Mäntyharjuban, Kelet-Finnország

A mezőgazdaságot az északi klíma és legtöbb mezőgazdasági termék esetében az önellátás jellemzi. Szerepe a bruttó nemzeti termék (GNP) és a foglalkoztatottság tekintetében csökkenőben van, de a hozzá kapcsolódó élelmiszeriparral és erdőgazdálkodással még mindig jelentős részét teszi ki a finn gazdaságnak. A farmok száma az utóbbi évtizedekben folyamatosan csökkent, 2000 és 2012 között 80 000 -ről 60 000 -re, miközben a szántóföldek területe ugyanebben az időszakban kismértékű növekedést mutatott, és közel 2,3 millió hektárt ért el.
A mezőgazdaságban 2010-ben 125 000 fő dolgozott, ami 30%-os csökkenést jelent 2000-hez képest.
A farmok és a mezőgazdasági terület túlnyomó része a 60. és 65. szélességi kör között helyezkedik el, ezzel az egyedüli olyan ország, amely ennyire északon jelentős mezőgazdasági szektorral rendelkezik. Az állattenyésztéssel forgalkozó farmok száma északi illetve keleti irányban növekszik.

## Cégek
Jelentős finnországi cégek a mobiltelefonos ágazatban korábban piacvezető Nokia; a cellulóz-és papíriparban a tíz legnagyobb árbevételű cég között szereplő Stora Enso és UPM; Neste Oil olajfinomító és -kereskedő vállalat; Aker Finnyards, a világ legnagyobb tengerjáró hajóit gyártó cég); Rovio Mobile videójáték-fejlesztő cég, az Angry Birds megalkotója; KONE lifteket és emelőgépeket gyártó vállalat; Wärtsilä, amely erőműveket és hajómotorokat épít; Finnair légitársaság. Ezeken túl számos északi design cégnek Finnországban van a székhelye, ilyen például a Fiskars tulajdonában álló Iittala Group, az Artek bútortervező cég, amelynek egyik alapítója Alvar Aalto volt és a Marimekko, amelyet Jacqueline Kennedy Onassis tett híressé. Noha a külföldi befektetések aránya nem olyan magas más európai országokhoz képest, a legnagyobb külföldi cégek közé olyanok tartoznak mint például az ABB csoport, Tellabs, Carlsberg és Siemens.
Noha valamely mértékben volt privatizáció, még mindig számos jelentős vállalat van állami tulajdonban. Ezek jellemzően stratégiai jelentőségűek vagy természetes monopóliumhelyzetben vannak; ilyenek például a Neste Oil, VR (vasút), Finnair, VTT (kutatás) és Posti Group (korábban Itella, posta).

## Fordítás
- Ez a szócikk részben vagy egészben  az   Economy of Finland című angol Wikipédia-szócikk ezen változatának fordításán alapul.  Az eredeti cikk szerkesztőit annak laptörténete sorolja fel. Ez a jelzés csupán a megfogalmazás eredetét és a szerzői jogokat jelzi, nem szolgál a cikkben szereplő információk forrásmegjelöléseként.
- Ez a szócikk részben vagy egészben  az   Agriculture in Finland című angol Wikipédia-szócikk ezen változatának fordításán alapul.  Az eredeti cikk szerkesztőit annak laptörténete sorolja fel. Ez a jelzés csupán a megfogalmazás eredetét és a szerzői jogokat jelzi, nem szolgál a cikkben szereplő információk forrásmegjelöléseként.